# ハンター (バイオハザードシリーズ)
ハンター（英: Hunter）は、英語で狩人を意味するが、本項ではカプコンから発売されたゲーム『バイオハザードシリーズ』に登場するクリーチャーについて解説する。なお、作品の略称についてはバイオハザードシリーズの登場人物に倣うものとする。

## 概要
シリーズの主な敵対組織である製薬会社アンブレラが開発したB.O.W.(有機生命体兵器)。生物の遺伝子を変質させるT-ウィルスを人間に投与し、そこに他の生物（主に爬虫類や両生類）の遺伝子を組み合わせて生み出された。アンブレラが開発したB.O.W.の最初の成功作であり、数種類の亜種も存在する。各種類に共通する要素として簡単な命令（『出会った人間は全て殺害しろ』など）を理解し、仲間内での連携も可能な知能、強靱で屈強な肉体、非常に攻撃的な性質などが挙げられる。その行動概念は「狩人」の名に相応しく、巨大な爪を使った「首狩り」に代表される、各種類が即死効果を持つ必殺技を持っている。
T-ウィルスを用いた人間ベースのB.O.W.はウィルスによる大脳皮質の侵食に伴い、大きく知能が低下してしまう。これを克服するため、小脳や脳幹といったウィルスの侵食を受けにくい原始的な脳神経系しか持たない生物の遺伝子を人間に組み込んだ結果、ハンターが誕生した。

## 種類

### ハンターα
初登場作品：『1』
アークレイ山地のアークレイ研究所で生産されたB.O.W.の試作品。人間の受精卵に爬虫類の遺伝子をT-ウィルスの力で掛け合わせたため、人間と爬虫類の中間のような外見を持つ。体色は緑で、鋭い爪を持つ。敵の対ウィルス装備や防護策への対抗兵器という開発思想に十分見合う性能を誇るうえ、安価でクローニングが可能であることから、次々と生産された。攻撃時は、その優れた敏捷性と跳躍力を発揮し、攻撃目標を追い詰めて殺害する。その様子が狩人（Hunter / ハンター）を思わせることから、ハンターと命名された。なお、実験材料には街のホームレスが利用されたようであり、多数の行方不明者が出ていた模様。周囲の気温が一定以下になると活動を停止するといった、爬虫類的性質も持っている。
『1』ではゲーム後半になると、ゾンビに代わって各所に現れ、新たな脅威となる。
単に「ハンター」とだけ表記されている場合は、このαを示す場合が多い。
『1』の過去に当たる『0』でも、幹部養成所などに出現している。これは、アークレイ研究所のウィルス汚染を図ったジェームス・マーカスが、その際にデータを獲得して養成所で生産した個体か、汚染後の逃亡を経て捕獲した個体と推測できるが、詳細は不明。
同型かは定かではないが、『RV』にも登場している。テロ組織ヴェルトロが先進都市テラグリジアにバイオテロを発生させた際に多数が投入され、合衆国対バイオテロ組織FBCの面々と攻防戦を繰り広げた。

#### ティックス
初登場作品：『1』（セガサターン版）
セガサターン版『バイオハザード』で中庭地下に登場する、ハンターαの亜種。ハンターαと違い、爬虫類ではなくダニの遺伝子を組み込んで作られた。姿は若干異なるものの、それ以外の差異は認められない。

#### ハンターμ
初登場作品：『OB2』
ハンターαをベースとして、その小型化を目的に作られた実験体。攻撃力ではやや劣るが、その他の面では同等の能力を持つ。

### ハンターβ
初登場作品：『3』
低コストで量産できるとともに性能アップを図り、神経系を改良して瞬発力を強化したハンターの亜種。その副作用として、頭から肩にかけて肉腫に覆われた醜悪な姿をしている。右腕がやや退化しており、攻撃力は低下しているが、敏捷性は銃弾をも易々と回避するまでに向上した。利き手である左腕に異常な発達が見られる。最終テストも兼ね、20体前後がラクーンシティに陸路で搬入された。体色は緑、頭部の肉腫は赤。『RE3』にも登場。デザインが変更されており頭部の肉腫がなくなり、腕の大きさも左右対称とαに近い外見となった。頭部が弱点となっており硫酸弾が効果的。俊敏性は変わらずで狙いを定めるとステップを駆使して接近してくる。

### ハンターγ
初登場作品：『3』
今までの系統と異なり、両生類の受精卵に人間の遺伝子を組み込んで製造されたハンター。まったく歯のない巨大な口に眼球のない顔、青緑がかった体色といった、カエルのような特異な容姿をしている。おもな攻撃手段も今までの系統とは異なり、爪ではなくエッジが刃物のように鋭い水かきである。開発陣の予想以上に高い知能を獲得しており、目は退化しているものの優れた感知能力を有しているため、他のハンターと同等の性能を持つ（ただし、『3』での察知条件はβ型と同様、「視認」のみとなっている）が、両生類がベースであるために乾燥や直射日光には弱く、汎用性に劣る。なお、α型やβ型と違い、アメリカではなくヨーロッパ支部でα型やβ型を素体として制作されており、権力的に強大であるアメリカ本部・支部への牽制的意味合いで研究開発が進められた。開発チーム内での通称は「フロッガー（蛙捕り）」。ラクーンシティへ投入された個体数は、β型より少ない。γ型の即死攻撃は「首狩り」ではなく「丸飲み」となっており、『OB』の場合、水中で襲われると大変な脅威となる。ラクーン総合病院の地下では2体のγ型がカプセルに入れられているがこれは病院の物ではなく、病院関係者が命がけで眠らせ捕獲に成功したものである。『RE:3』にも登場。デザインが大きく変更されており体色は白、頭部、胴体が巨大化し反面、腕は付いているだけと言っていいほどに小型化した。腕を使った攻撃はなくなり攻撃は巨大な口による丸呑みのみとなった。設定も変更されており戦闘データ収集のために投入されたのではなく、熱に弱い、攻撃時弱点をさらけ出すといった欠点から廃棄が決定していた個体をある科学者が勝手にラクーンシティに持ち出したということになっている。しかし、僅か数日でラクーンシティ地下水道の構造を完全に把握し、生みの親である研究者に懐くなど、非常に高い知能を持つ。

### ハンター改
初登場作品：『CV』
アンブレラに敵対する謎の組織「H.C.F.」が、流出した製造方法を元に開発したハンター。外見に多少の違いが見られるのみで、性能はα型と同等であるが、周辺機器の自走式監視器に察知された標的のみへ送り込むといった運用も可能であるため、実用性はα型より上位にある。体色はα型と同じく緑で、即死攻撃は「爪振り下ろし」。
『DC』では「ハンターII」と呼称されており、左目になんらかの機械が装着されている。

#### スウィーパー
初登場作品：『CV』
ハンター改の亜種。名前の「スウィーパー」は「掃討者」を意味する。ハンター改と違い体色が赤紫色で、爪に毒を持っている。即死攻撃は「爪振り下ろし」。
『DC』でも登場するが、ハンター改と違い左目に機械が装着されておらず、爪に毒も持っていない。

### ハンター（エリート）
初登場作品：『GS4』
アンブレラの品評会用に調整が加えられた、実戦配備形態に近いハンター。通常のハンターより優秀な能力を持つ。

### ファルファレルロ
初登場作品：『RV』
従来のハンターに、t-ウィルスをベースとした新型の海洋性ウィルス「t-Abyss」を加えた改良型。外見は青みがかっており、鳴き声も若干異なっている。新たに高度な擬態能力を持ち、周囲の景色に完璧に溶け込む他、攻撃手段として爪だけでなく体当たりも用いる。その一方、2種類のウィルスが体内で共存している影響から凶暴性が強く、制御性に欠ける面がある。
名前の由来はダンテの神曲に登場するマレブランケの一角で、「軽快なお化け」を意味する。